# Kepler-1544 b
Kepler-1544 b è un pianeta extrasolare in orbita alla stella Kepler-1544, distante 1138 anni luce dal sistema solare nella costellazione del Cigno. La scoperta del pianeta è stata confermata nel maggio 2016 grazie ai dati del telescopio spaziale Kepler.

## Caratteristiche
Kepler-1544 b orbita nella zona abitabile di una nana arancione di classe K, più piccola del Sole, con massa e raggio rispettivamente 0,81 e 0,74 volte quelli del Sole. Il pianeta ha un raggio 1,78 volte quello terrestre ed è quindi classificabile tra le super Terre. Il suo periodo orbitale è di circa 169 giorni e con una temperatura di equilibrio di circa 248 K, simile alla temperatura di equilibrio terrestre (255 K). 
Considerando le sue dimensioni il pianeta è probabilmente più massiccio della Terra, e potrebbe avere una densa atmosfera in grado di innescare un effetto serra che innalzerebbe sensibilmente la temperatura superficiale. Il suo indice di similarità terrestre è comunque tra i più alti dei pianeti confermati, e il Planetary Habitability Laboratory lo stima in 0,79.